# Olajos Terézia
Olajos Terézia (Túrkeve, 1941. október 15. – Szeged, 2018. december 29.) magyar nyelvész, klasszika-filológus, egyetemi tanár, a nyelvtudományok kandidátusa (1978).

## Élete
Szádeczky-Kardoss Samu egyetemi tanár második felesége. Édesapja Olajos János főkönyvelő, édesanyja Debreczeni Sára könyvelő. Az élet messze elsodorta szülőföldjétől, de mindig hű maradt a tájhoz, nagyszüleihez, édesanyja és édesapja rokonságához.  Gyermekéveit Kecskeméten töltötte, a Katona József Gimnáziumban érettségizett kitűnő eredménnyel, 1960-ban.  Ezt követően Szegeden végezte egyetemi tanulmányait, ahol a József Attila Tudományegyetemen 1965-ben latin–ógörög szakos kitüntetéses középiskolai tanári diplomát szerzett, majd 1970-ben francia szakon is végzett. Két tanévben eközben történelem szakon ugyancsak sikeres tanulmányokat folytatott. Pályája alakulásában Hahn István professzor, majd későbbi férje,  Szádeczky-Kardoss Samu professzor segítették.. 1965-1971 között a Juhász Gyula Tanárképző Főiskola Történelemtudományi Tanszékének tanársegédje. 1972-től 1975-ig a Magyar Tudományos Akadémia ösztöndíjas aspiránsa.  1975-1983-ig a JATE Történeti Segédtudományok Tanszéki Csoport tudományos munkatársa, majd főmunkatárs. Később a Történeti Segédtudományok Tanszék, Bizantinológiai és Középlatin Filológiai Tanszéki Csoport docense (1983-1997), egyetemi tanár (1997-1999) tanszéki csoportvezető (1983-1999), tanszékvezető (1988-1991).
Ebben a 28 éves időszakban latin, ógörög és bizantinológiai tárgyú, irodalomtörténeti, grammatikai művelődéstörténeti és filozófiai jellegű foglalkozásokat tartott latin és ógörög szakosoknak, folyamatosan igen magas óraszámban. Kiválóan beszélt, írt, illetve előadott franciául és oroszul, de elsőrangú latin és ógörög nyelvtudása mellett megbízható jártassággal rendelkezett az angol, német és olasz nyelvű szakirodalom használatában is.
Kandidátusi disszertációját az egyik legjelentősebb bizánci történetíró, a VI–VII. századi Theophylaktos Simokattés munkásságának elemzését nyújtó értekezésével 1978-ban védte meg. Szakmai körökben e téma világszerte elismert szakértőjeként tartják őt számon. Az értekezésből született monográfiát a holland Brill Kiadó és a Magyar Tudományos Akadémia Kiadója közösen jelentette meg. A jeles bizánci historikus Világtörténete később Olajos Terézia értő tolmácsolásában magyar nyelven is hozzáférhetővé vált. 1995-ben habilitált a IX. századi avar történelem forrásait elemző témával, majd nem sokkal később, 1997-ben professzori kinevezést nyert el.
1999 óta volt nyugdíjazásáig egyetemi tanár a Szegedi Tudományegyetem Történeti Intézetében a Történeti Segédtudományok Tanszéken. Oktatói munkáját nyugdíjba menetelét követően – hangsúlyosan a doktori képzésben – professor emerita kitüntető címmel folytatta. Mindezek mellett 1991-ben megszervezte, majd 1999-ig irányította a szegedi főiskola Latin Tanszékét.
Oktató munkáját mindig rendkívül szerteágazó tárgyi tematikában látta el, akár latin, akár ógörög, akár történelem szakos egyetemi vagy főiskolai hallgatókat oktatott. 1994 óta vett részt a történész doktori képzés medievisztikai programjában, s oktatott a szlavisztikai doktori programban is.
Nemzetközi konferenciák sokaságának volt részvevője és előadója Washingtontól Cambridge-n át, Athénon, Párizson, Rómán keresztül Moszkváig vagy Szófiáig. Előadásait megjelent konferenciakötetek sora dokumentálja. Tanulmányai a világ vezető bizantinológiai szakfolyóirataiban jelentek meg. 1991-től 2005-ig külső munkatársa, magyarországi referense volt az egyik legjelentősebb bizantinológiai szakfolyóiratnak, a Byzantinische Zeitschriftnek. Aktív részvevője volt a hazai és nemzetközi szakmai közéletnek, amit nagyfontosságú bizottsági és testületi tagságok sora fémjelez. Többször kutatott külföldi tanulmányutakon, így a fontosabbakat kiemelve Párizsban, Moszkvában, Odesszában, Jerevánban, Leuvenben és Bariban. Eredményes bulgarisztikai munkásságát 1982-ben Az 1300 éves Bulgária Érdeméremmel tüntették ki.

## Kutatási területei
- Egy felhasználatlan forráscsoport (bizánci okmányok) magyar történeti tanulságai
- Az avar történelem görög nyelvű forrásai a honfoglalás századában
- A VI-VII. századi Bizánci Birodalom története, politikai kapcsolatai a Közép-Duna-medence és a steppe népeivel. A IX-XI. századi magyarság történetének bizánci forrásai
- A késő császárkori latin—kora bizánci irodalom története; bizánci historiográfia

## Tanulmányszervezői, szakmai közéleti tevékenysége
- Magyar Bizantinológiai Társaság elnökségi tag (2009- )
- MAB Történeti-Régészeti-Néprajzi -Kulturális antropológiai Szakbizottságának tagja (2004-2010)
- OTKA Régészet-magyar őstörténet zsűri tagja (2000-2003)
- MTA Klasszika-Filológiai, majd Ókortudományi Bizottság tagja (1989-1997)
- SZAB Nyelv- és Irodalomtudományi Szakbizottság titkára (1985-2000); Filozófiai és Történettudományi Szakbizotsága Magyar Történeti Munkabizottságának alelnöke (2000-2003)
- SZTE Történelem (medievisztika) PhD-programtanács, utóbb Szegedi Történész Doktoriskola Medievisztikai Programtanácsának tagja (1994- haláláig)
- A JATE, majd SZTE BTK Professzori Tanácsának elnöke (1999-2001)
- Az Association Internationale des Etudes Byzantines, Comité International tagja (1991-2009)
- A Byzantinische Zeitschrift nemzetközi szakfolyóirat magyarországi bibliográfiai referense (1991-2005)

## Elismerései
- 1968 Felsőoktatási Tanulmányi Érdemérem
- 1972 Sub auspiciis Rei Publicae popularis (aranygyűrűs kitüntetéssel)
- 1982 Az 1300 éves Bulgária Érdemérem
- Kultúrák találkozása - Ünnepi tanulmányok Olajos Terézia professzornő tiszteletére. Szeged.
- 2004 Pro Universitate
- 2012 Pedagógus szolgálati emlékérem

## Művei
200 közlemény, könyvek, könyvjegyzetek. tanulmányok jelentek meg magyarországi és különböző szakfolyóiratokban, orgánumokban. Ezek közül  sorolunk fel néhány jelentősebb munkát:
- Byzance et ses voisins. Mélanges à la mémoire de Gyula Moravcsik à l'occasion de centième anniversaire de sa naissance; szerk. Thérèse Olajos; Generalia, Szeged, 1994 (Acta Universitatis de Attila József nominatae; Opuscula Byzantina, 9.)
- Les sources de Théophylacte Simocatta historien; franciára ford. Papp-Pagliano Marianne, Pálfy Miklós; Brill–Akadémiai, Leiden–Bp., 1988 (Byzantina Neerlandica, 10.)
- Studia in honorem Samuelis Szádeczky-Kardoss septuagenarii; szerk. Olajos Terézia; JATE, Szeged, 1988 (Acta antiqua et archaeologica Supplementum)
- Studia varia; szerk. Makk Ferenc, Tar Ibolya, Wojtilla Gyula; JATE, Szeged, 1998
- A Kelet-római Birodalom „második aranykora”. In: História 1999/9–10. szám, 27–31. o.
- A IX. századi avar történelem görög nyelvű forrásai; Szegedi Középkorász Műhely, Szeged, 2001 (Szegedi középkortörténeti könyvtár)
- Az avar továbbélés kérdéséről - A 9. századi avar történelem görög és latin nyelvű forrásai
- Bizánci mozaikok. Avarok, szlávok, bolgárok, magyarok. Válogatott tanulmányok; SZTE Történettudományi Doktori Iskola, Szeged, 2012
- Theophülaktosz Szimokattész: Világtörténelem; ford., bev., jegyz. Olajos Teréz; Balassi, Bp., 2012 (Magyar őstörténeti könyvtár)
- 2013 A Kárpát-medencei onogurok történetéhez. Acta Universitatis Szegediensis - Acta Juridica et Politica 75, 521-532.
- A Kárpát-medence, a magyarság és Bizánc; szerk. Olajos Terézia; SZTE, Szeged, 2014 (Opuscula Byzantina)
- Bizánci források az árpád-kori magyar történelemhez. Kiegészítés Moravcsik Gyula: Az árpád-kori történet bizánci forrásai című forrásgyűjteményéhez; szerk. Olajos Terézia; Lectum, Szeged, 2014 (Opuscula Byzantina) ISBN 9789639640528
- Teljesebb Publikációs jegyzék